# Guldpucken
Pour les articles homonymes, voir Palet d'or.
Le Guldpucken, qui peut être traduit par Palet d'or, est une récompense donnée annuellement au meilleur joueur de hockey sur glace de la saison en Suède. Sauf exception, le gagnant est souvent un joueur du championnat de Suède élite, l'Elitserien. Il ne faut pas confondre ce trophée avec le Casque d'Or, le Guldhjälmen, qui lui récompense uniquement le meilleur joueur de l'Elitserien.
Seuls quatre joueurs ont gagné cette récompense à deux reprises :
- Anders Andersson,
- Leif Holmqvist
- Peter Forsberg
- Victor Hedman

Aucun vainqueur n'est désigné en 2020 en raison de la pandémie de Covid-19.

## Gagnants
Les joueurs indiqués en gras ont également remporté le Guldhjälmen la même année. 
- 1955-1956 : Åke Lassas (Leksands IF)
- 1956-1957 : Hans Öberg (Gävle Godtemplares IK)
- 1957-1958 : Hans Svedberg (Skellefteå AIK)
- 1958-1959 : Roland Stoltz (Djurgårdens IF)
- 1959-1960 : Ronald Pettersson (Södertälje SK)
- 1960-1961 : Anders Andersson (Skellefteå AIK)
- 1961-1962 : Anders Andersson (Skellefteå AIK)
- 1962-1963 : Ulf Sterner (Västra Frölunda IF)
- 1963-1964 : Nils Johansson (Alfredshems IK)
- 1964-1965 : Gert Blomé (Västra Frölunda IF)
- 1965-1966 : Nils Nilsson (Leksands IF)
- 1966-1967 : Bert-Ola Nordlander (AIK IF)
- 1967-1968 : Leif Holmqvist (AIK IF)
- 1968-1969 : Lars-Erik Sjöberg (Leksands IF)
- 1969-1970 : Leif Holmqvist (AIK IF)
- 1970-1971 : Håkan Wickberg (Brynäs IF)
- 1971-1972 : William Löfqvist (Brynäs IF)
- 1972-1973 : Thommy Abrahamsson (Leksands IF)
- 1973-1974 : Christer Abrahamsson (Leksands IF)
- 1974-1975 : Stig Östling (Brynäs IF)
- 1975-1976 : Mats Waltin (Södertälje SK)
- 1976-1977 : Kent-Erik Andersson (Färjestads BK)
- 1977-1978 : Rolf Edberg (AIK IF)
- 1978-1979 : Anders Kallur (Djurgårdens IF)
- 1979-1980 : Mats Näslund (Brynäs IF)
- 1980-1981 : Peter Lindmark (Timrå IK)
- 1981-1982 : Patrik Sundström (IF Björklöven)
- 1982-1983 : Håkan Loob (Färjestads BK)
- 1983-1984 : Per-Erik Eklund (AIK IF)
- 1984-1985 : Anders Eldebrink (Södertälje SK)
- 1985-1986 : Tommy Samuelsson (Färjestads BK)
- 1986-1987 : Håkan Södergren (Djurgårdens IF)
- 1987-1988 : Bo Berglund (AIK IF)
- 1988-1989 : Kent Nilsson (Djurgårdens IF)
- 1989-1990 : Rolf Ridderwall (Djurgårdens IF)
- 1990-1991 : Thomas Rundqvist (Färjestads BK)
- 1991-1992 : Tommy Sjödin (Brynäs IF)
- 1992-1993 : Peter Forsberg (MODO hockey)
- 1993-1994 : Peter Forsberg (MODO hockey)
- 1994-1995 : Tomas Jonsson (Leksands IF)
- 1995-1996 : Jonas Bergqvist (Leksands IF)
- 1996-1997 : Jörgen Jönsson (Färjestads BK)
- 1997-1998 : Ulf Dahlén (HV 71)
- 1998-1999 : Daniel et Henrik Sedin (MODO hockey)
- 1999-2000 : Mikael Johansson (Djurgården)
- 2000-2001 : Mikael Renberg (Luleå)
- 2001-2002 : Henrik Zetterberg (Timrå IK)
- 2002-2003 : Niklas Andersson (Frölunda HC)
- 2003-2004 : Johan Davidsson (HV 71)
- 2004-2005 : Henrik Lundqvist (Frölunda HC)
- 2005-2006 : Kenny Jonsson (Rögle BK)
- 2006-2007 : Per Svartvadet (MODO hockey)
- 2007-2008 : Stefan Liv (HV 71)
- 2008-2009 : Jonas Gustavsson (Färjestads BK)
- 2009-2010 : Magnus Johansson (Linköpings HC)
- 2010-2011 : Viktor Fasth (AIK IF)
- 2011-2012 : Jakob Silfverberg (Brynäs IF)
- 2012-2013 : Jimmie Ericsson (Skellefteå AIK)
- 2013-2014 : Joakim Lindström (Skellefteå AIK)
- 2014-2015 : Victor Hedman (Lightning de Tampa Bay)
- 2015-2016 : Erik Karlsson (Sénateurs d'Ottawa)
- 2016-2017 : Erik Karlsson (Sénateurs d'Ottawa)
- 2017-2018 : William Karlsson (Golden Knights de Vegas)
- 2018-2019 : Robin Lehner (Sénateurs d'Ottawa)
- 2020-2021 : Victor Hedman (Lightning de Tampa Bay)